# Bitva na Pelennorských polích
Bitva na Pelennorských polích je bitva ve fiktivním fantasy světě J. R. R. Tolkiena, popsaná v autorově knize Pán prstenů: Návrat krále. Utkala se v ní vojska Gondoru a Rohanu na straně jedné a vojska Mordoru a jeho spojenců na straně druhé. Bitva proběhla na Pelennorských polích na konci Třetího věku a byla největší bitvou nejen ve Válce o Prsten, ale také celého Třetího věku. Bitvy se pod vedením krále Aragorna zúčastnili také Dúnadani ze severu.

## Obléhání Minas Tirith
Již 10. března 3019 Třetího věku zahalila slunce mordorská Tma a nadešly dny bez svítání.

### Pád Pelennoru

Minas Tirith s Gondorem, Rohanem a Mordorem ve Třetím věku

Po dobytí Osgiliathu a Rammas Echor, poslední výspy obrany proti silám Mordoru, vstoupila 13. března 3019 Třetího věku Sauronova vojska na Pelennorská pole a oblehla Minas Tirith. Při ústupu z pohraničních pevnůstek byl gondorský kapitán Faramir, syn vládnoucího správce Denethora, zraněn jižanským šípem a byl zachráněn jen rychlým výpadem Gandalfa a knížete Imrahila. Po ústupu byla brána města uzavřena.
Vojska Mordoru čítala nesmírné množství skřetů (autorem neurčené, zřejmě kolem 100 000), 18 000 Haradských, velké zástupy Východňanů spolu s četnými mûmakily (olifanty). Počty obránců byly znatelně menší, Stráž Minas Tirith tvořilo zřejmě okolo 2000 vojáků a posily z jižních lén Gondoru čítaly ani ne víc než 3000 mužů, kteří dorazili navečer 9. března. Jižní provincie poslaly jen desátek své síly, neboť byla obava z možného útoku korzárů z Umbaru.

### Obléhání města
Obléhatelé pálili na Pelennoru pole i stromy a rozsekávali každého, koho našli, ať živého, nebo mrtvého. Skřeti kopali v širokém okruhu mimo dostřel hradem dlouhé řady ohňových příkopů.
Za ně přijížděly vozy a rozkládaly velké obléhací stroje. Katapulty pak zasypávaly město zápalnými střelami, které létaly vysoko, a lidé v Minas Tirith museli hasit velké množství požárů za hradbou. Mordorští vrhali do města také zohyzděné hlavy mužů, jež padli v Osgiliathu, na Rammas Echoru a na jiných místech, kudy vojska Mordoru prošla. Na samotnou hradbu města nicméně obléhatelé neútočili, neboť byla dílem númenorských stavitelů a byla tak vysoká a pevná, že by ji mohlo rozbořit pouze rozsáhlé zemětřesení. Celou dobu kroužili nad městem nazgûlové na svých létajících netvorech a svými výkřiky probouzeli v srdcích mužů hrůzu a děs.
Obrany města se ujal Gandalf a kníže Imrahil z Dol Amrothu. Neúnavně chodili podle hradeb od severu k jihu a snažili se dodat mužům odvahy. V prvním kruhu města už ohně hořely bez překážek a obránci na vnějším opevnění měli na mnoha místech odříznutý ústup. Většina z nich se stáhla za druhou zeď. V tu chvíli byl konečně spuštěn samotný útok: vojska Nepřítele se zvolna přibližovala k městu, gondorských lučištníků však bylo příliš málo na to, aby jim mohli způsobit významnější ztráty. Ze tmy se valily velké obléhací věže zbudované v Osgiliathu.

### Útok na město
Za zvuků bubnů se Sauronova vojska, včetně obrovitých mûmakilů, přiblížila k hradbám ze severu i z jihu. Byly přivlečeny obléhací věže. Pán nazgûlů však příliš nedbal, jak tyto útoky dopadnou a jak vysoké budou ztráty; svou hlavní sílu plánoval vrhnout proti Bráně. Ta byla sice velmi silná, vyrobená z oceli a železa, a stála mezi baštami z nepoddajného kamene, přece ale byla nejslabším místem zdi. Velká zvířata přitáhla beranidlo nazvané Grond, dlouhé 100 stop, s hlavou z černé kalené oceli ve tvaru vlka. Byla na něj vložena ničivá kouzla a šli za ním horští obři, aby jej rozhoupali.
První úder Grondu Brána vydržela. Černý kapitán pak vykřikl hrozným hlasem a zapomenutou řečí vyslovil mocná a děsivá slova. Třikrát tak zvolal a třikrát udeřilo beranidlo; napotřetí už Brána neodolala, dveře se zhroutily na zem a Pán nazgûlů vjel dovnitř. V prostoru za Branou se mu postavil Gandalf na Stínovlasovi a řekl:
| „ | Sem nemůžeš. Jdi zpátky do propasti, která je pro tebe připravena! Jdi zpátky! Padni do nicoty, která očekává tebe i tvého pána. Jdi! | “ |

Černý kapitán odhodil svou kápi, aby se odhalil, a odpověděl:
| „ | Starý blázne! Starý blázne! Toto je moje hodina. Nepoznáš smrt, když ji vidíš? Zemři teď a marně proklínej! | “ |

Pak pozdvihl proti Gandalfovi svůj meč, avšak k souboji nedošlo, protože konečně přijeli Jezdci Rohanu. Kohout svým kokrháním přivítal úsvit a jitro. Pán nazgûlů se zarazil, otočil se a na svém létajícím monstru odletěl, aby čelil novému nepříteli.

## Bitva
Sauronova snaha zabránit Rohirům, aby zasáhli do bitvy, se nadvakrát setkala s neúspěchem. Rohirům se podařilo porazit Sarumanovo vojsko v bitvě u Hlásky v Helmově žlebu a vyhnout se mordorské blokádě Anórienu.

### Útok Rohirů

Nákres průběhu bitvy na Pelennorských polích

Král Théoden a jeho Jezdci Marky se na bitevní pole dostali nepozorovaně díky tajemným Divokým lidem z Drúadanského lesa a také díky Sauronově Velké tmě, která je skryla před očima Nepřítele. Rohanské vojsko se rozdělilo na tři části. Éomer vedl první éored (jezdecký oddíl) za královou zástavou uprostřed, Elfhelm zamířil se svým éoredem doprava a Grimbold vedl svůj éored po levé straně.
Skřeti, kteří byli zastiženi na Rammas Echoru, byli rychle poraženi a Rohirové projeli zničenou severní branou a průrvami ve zdi do Pelennoru. Král pak vedl své vojsko mírně na východ; před výjezdem ještě muže povzbudil hlasitým voláním:
| „ | Vzhůru teď, vzhůru, Jezdci Théodenovi! Lítý boj čeká, plameny a činy! Kopí se štípe, štít jiskry křeše, den mečů, den rudý, nežli slunce vzejde! Jeďte jen, jeďte! Do Gondoru jeďte! | “ |

Poté vzal Théoden roh od svého praporečníka Guthláfa a zadul na něj tak mocně, až se rozpukl. Na svém koni Bělohřívákovi vyrazil do bitvy a rohanské vojsko ho následovalo. S jezdcem Dernhelmem jel také hobit Smíšek, ačkoliv mu král zakázal účastnit se boje.
Útok Jezdců Marky vojsko Nepřítele překvapil. Skřeti prchali a jezdci je v bojové zuřivosti zabíjeli, rozdupávali kopyty svých koní a zaháněli do hořících jam. Brzy se Rohirové zmocnili celé severní poloviny Pelennoru a všech tamějších táborů a obléhacích strojů. Jezdili si jak chtěli, bojovali a zpívali ve strašlivé radosti z bitvy. Haradská jízda se pokusila o protiútok, ale nedosáhla úspěchu, ačkoliv byli Haradští třikrát početnější než Jezdci Marky. Théoden totiž zabil jižanského vůdce a sťal jeho praporečníka; nato se všichni nepobití Haradští zalekli a dali se na útěk.

### Denethorova smrt
Vládnoucí správce Gondoru Denethor mezitím zoufal nad svým synem Faramirem, který byl zasažen šípem a vystaven Černému dechu nazgûlů. Kromě toho se zdálo, že co viděl v palantíru, ukazuje porážku Gondoru: celý Východ v pohybu, nespočetná vojska Temného pána a loďstvo korzárů plavící se s černými plachtami k Minas Tirith proti proudu Anduiny. V beznaději odnesl Faramira do hrobek, aby ho tam v Domě správců upálil na hranici. To se mu díky zásahu Pipina, Gandalfa a rytíře Beregonda nepodařilo, zdrcen zoufalstvím se však sám vrhl do plamenů, zlomil hůl Správců a uhořel, svíraje palantír oběma rukama na hrudi. Zatímco Gandalf s Berengondem odnášeli Faramira do Domů uzdravování, zřítila se střecha Domu správců a Denethora pohřbila.

### Souboj Éowyn s Pánem nazgûlů
Těžkosti s Denethorem způsobily, že Gandalf nemohl Jezdcům Marky pomoci, a toho využil Pán nazgûlů. Zaútočil na krále Théodena a rozehnal jeho vojáky hrůzou své přítomnosti. Králův kůň Bělohřívák se v hrůze vzepjal a byl zasažen černou střelou; padl a rozdrtil krále pod svým tělem. Mrchožravý létavec Černokněžného krále se snesl na Bělohřívákovo tělo, zaryl do něj drápy a ohnul svůj holý krk, aby mohl hodovat.
Théoden však nezůstal sám, ačkoliv většina jeho družiny byla rozehnána nebo zabita. Na pomoc mu přišel jezdec Dernhelm a vyzval Pána nazgûlů:
| „ | Táhni, ohavný dwimmerlaiku, pane mrtvol! Nech mrtvé na pokoji! | “ |

Černokněžný král se mu sebejistě vysmál a prozradil mu proroctví, podle nějž ho nemůže zabít žádný živý muž. Dernhelm se v tu chvíli odhalil, zasmál se a zvolal:
| „ | Ale já nejsem živý muž! Máš před sebou ženu. Jsem Éowyn, Éomundova dcera. | “ |

Létající nestvůra na Éowyn zaútočila, ale Éowyn jí mečem uťala hlavu. Z umírajícího monstra povstal Černý jezdec, vydal výkřik a udeřil svým palcátem. Éowyn jeho ránu kryla štítem, ten se však roztříštil na malé kousky. Zraněná Éowyn klopýtla a padla na kolena. Černokněžný král pozvedl palcát, aby ji zabil. To ale překazil Smíšek, který se k Černému jezdci připlížil zezadu a přeťal mu šlachu pod kolenem mečem, jenž byl ukován za časů válek mezi Arnorem a Angmarem a byl určen samotnému Černokněžnému králi. Zraněný Pán nazgûlů zakolísal, Éowyn povstala a zasadila mečem úder mezi jeho korunu a plášť na místo jeho obličeje a tak ho zabila; její meč přitom byl zničen a sama Éowyn se zhroutila.
Umírající Théoden dal sbohem Smíškovi a svěřil velení nad Rohiry svému synovci Éomerovi. Pak starý král zemřel, aniž si povšimnul, že jeho neteř Éowyn, se kterou se rovněž chtěl rozloučit, leží jen kousek od něj. Když Éomer zpozoroval svou těžce raněnou sestru, zbledl a s výkřikem
| „ | Smrt, smrt, smrt! Smrt ať nás vezme všechny! Smrt! Jeďte do zkázy a konce světa! | “ |

a pobídl své muže do nového útoku.
Jezdci, kteří se měli postarat o padlého krále, vzali Théodenovo tělo a tělo Éowyn (o které si mysleli, že rovněž padla) a nesli je k městu; sedm rytířů z královy družiny ještě odnést nemohli, proto je položili stranou od nepřátel a zabodli kolem jejich těl kopí, aby se k nim později mohli vrátit. Kníže Imrahil z Dol Amrothu potkal tento ponurý průvod; a byl to právě on, kdo odhalil, že Éowyn ve skutečnosti ještě žije. K její tváři přiložil svůj lesklý náloketník a objevila se na něm sotva znatelná mlžička. Proto byla Éowyn spolu se Smíškem odnesena do Domů uzdravování.

### Posily z Jižních lén
Z Minas Tirith byli mezitím vysláni všichni zbylí muži pod vedením knížete Imrahila, aby pomohly Rohirům v jejich nerovném boji. Gothmog, morgulský pobočník, ale vyslal do bitvy zpoza řeky mordorské zálohy, připravované na chystané plenění města, čímž Rohiry od Gondořanů odřízl. Haradští se seskupili kolem svých mûmakilů, kteří plašili rohanské koně nebo je rozdupávali; tak vznikly na bojišti ostrůvky Haradských, které Rohirové nedokázali přemoci. Bitva se opět začínala naklánět v neprospěch sil Západu.
Éomera a jeho jezdce zradil jejich divoký hněv, neboť v klínech sice dokázali prorazit řady svých nepřátel, byli však odděleni od města a od Imrahilových posil početnými zástupy. Na pahorku asi míli od přístavu Harlond se Éomer zastavil, aby tam vedl poslední zoufalý boj, opěšalý v hradbě štítů. V tu chvíli spatřil lodě s černými plachtami, jak se blíží po Anduině. Jak bojující, tak lidé v Minas Tirith je zprvu považovali za korzáry z Umbaru, kteří připlouvají na pomoc mordorským. Éomer se vysmál zoufalství a vzdorně proti lodím pozvedl meč.
Nebyli to však Korzáři z Umbaru, ale Aragorn, Legolas a Gimli a nové gondorské posily z jižních lén; korzáři byli již dříve zničeni vojskem Mrtvých, jež povolal Aragorn. Na první z lodí vyvěsili velkou zástavu s Bílým stromem, Sedmi hvězdami a vysokou korunou, tedy znaky Elendila, které žádný pán nespočetně let nenosil. Tak do bitvy zasáhl Isildurův dědic Aragorn. Spolu s ním se vylodili jeho přátelé a hraničáři, čerství Gondořané a také Elladan a Elrohir, synové Elrondovi.
Mordorské vojsko bylo chyceno mezi kladivo a kovadlinu; ze severu útočili Éomerovi muži, ze západu Imrahilovi a z jihu Aragornovi. I přesto vojska Západu stále čelila přesile, a ačkoliv skřeti prchali, Haradští a Východňané byli hrdí a silní válečníci, nevzdávali se a neprosili o milost. Tak trvalo ještě celý den, než byli konečně všichni Mordorští na Pelennoru pobiti. Než slunce zapadlo za horu Mindolluinu, nezůstal už v celém kruhu Rammas jediný živý nepřítel.

## Ztráty
Není uvedeno, jaké ztráty si bitva na Pelennorských polích vyžádala. Přesně je udán pouze počet rohanských jezdců, kteří dorazili na pomoci Gondoru; bylo jich 6000. Z toho plná jedna třetina (2000) padla v boji, včetně krále Théodena. Množství obránců Minas Tirith a posil z gondorských jižních lén, jež přivedl Aragorn, není vyjádřeno konkrétními čísly. Dva dny po bitvě vyvedl Aragorn armádu, se kterou hodlal napadnout Černou bránu, a toto vojsko sestávalo ze 7000 mužů: 1000 Rohirů a 6000 Gondořanů (z toho zřejmě 3000 až 4000 z jižních lén, mnozí totiž do Minas Tirith dorazili až po bitvě). Posily, které dorazily na Aragornových lodích, mohly čítat jakékoliv množství od 1000 až po 6000, jejich počet není nikde uveden. Celkové ztráty Gondořanů lze nicméně odhadovat mezi 3000 až 5000.
Velikost Sauronovy obrovské armády také není přesně uvedena, takže i její ztráty lze pouze hádat. Na pláně Pelennoru vniklo minimálně 45 000 přisluhovačů Mordoru, ale pravděpodobně více, kolem 50 000 nebo 60 000. Jen Haradských bylo kolem 18 000, jak je možno odvodit z výroku, že Rohirů (kterých bylo 6000) bylo „na počátku útoku třikrát méně než samotných Haradských“. Vojsko Nepřítele bylo naprosto rozprášeno: všichni olifanti byli zabiti, padl Pán nazgûlů a zřejmě všichni obři a skřeti (kteří tvořili hlavní část armády). Ti, jež se pokusili ustoupit, se utopili v Anduině. Pouze málo Jižanů a Východňanů uniklo zpět do svých zemí, kam přinesli příběh o hrozivém a mocném hněvu Gondoru.
V bitvě padli:
- z rohanského vojska:
  - Théoden, syn Thengelův, král Rohanu
  - Grimbold, maršál Rohanu
  - Dúnhere, pán Brázdné doliny
  - Déorwine, náčelník královských rytířů
  - Guthláf, praporečník
  - Harding
  - Fastred
  - Horn
- z gondorského vojska:
  - Forlong Tlustý, pán Lossarnachu
  - Hirluin Sličný z Pinnath Gelin
  - Duilin a Derufin z Morthondu
- ostatní:
  - Halbarad Těžkoruký, Hraničář ze Severu, příbuzný Aragornův

## Výsledek bitvy
Bitva na Pelennorských polích znamenala rozhodné vítězství vojsk Západu a záchranu města Minas Tirith před zničením. Vojska Saurona však nebyla zcela zničena. Aragorn sice dosáhl vítězství, ale Sauron si hlavní část vojsk ponechal v Mordoru. I tak ale gondorští a rohanští velitelé dostali čas, aby si mohli rozmyslet další postup, jak nejlépe ochránit své země a jak pomoci Nositeli Prstenu.

## Adaptace

### Pán prstenů Návrat krále (film Petera Jacksona)
Děj bitvy je ve filmu zjednodušen a pozměněn.
Sauronova vojska dobyla Osgiliath a Faramir nařídí ústup do Minas Tirith. Denethor poté pošle Faramira znovu dobýt Osgiliath.
Obléhání je zahájeno katapulty Mordoru, které vrhají na město hlavy padlých vojáků. Denethor
vyjde na citadelu a zešílí, když uvidí síly nepřítele na Pelennoru.
Na hradby útočí obléhací věže a katapulty. Obránci odráží skřety na hradbách. Nazgûlové srážejí vojáky a působí hrůzu. Brána města je napadena malým beranidlem, jež je však bez účinku. Poté Gothmog nařídí přitáhnout Grond a jím je rozbita brána. Dalším rozdílem je, že Aragorn, Legolas a Gimli nepřivedli posily z jižních lén, ale přímo vojsko mrtvých.